# Constant Willem Lunsingh Scheurleer

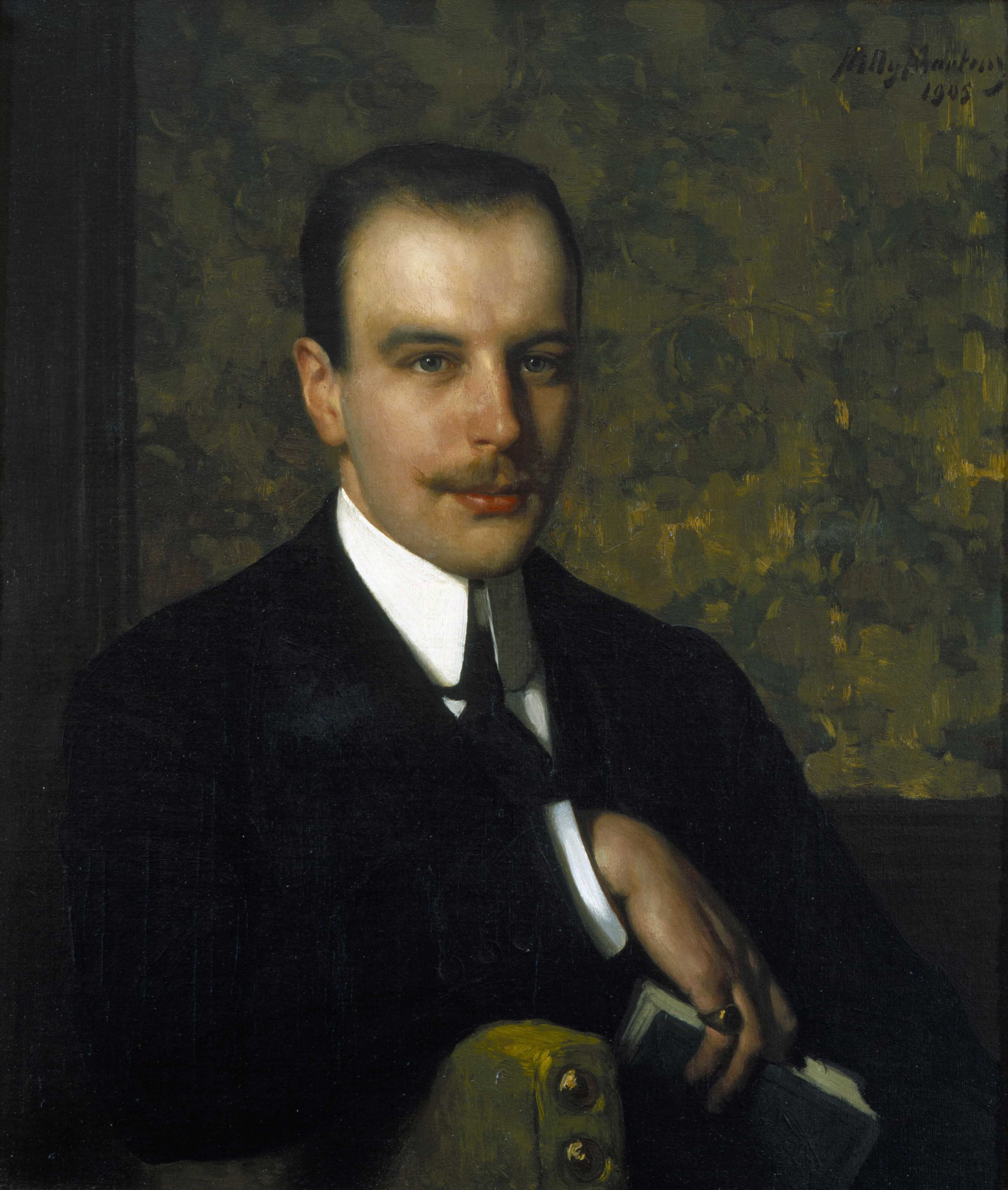
Portret C.W. Lunsingh Scheurleer (1905) door Willy Martens (collectie UvA)

Constant Willem Lunsingh Scheurleer ('s-Gravenhage, 7 september 1881 - Leiden, 3 maart 1941) was een Nederlandse bankier, museumdirecteur, archeoloog en verzamelaar van oudheden.
Constant Lunsingh Scheurleer was de zoon van bankier Daniël François Scheurleer en telg uit het Haagse geslacht Scheurleer. Constant voegde de achternaam van zijn moeder, Maria Elsina Petronella Lunsingh Tonckens, toe aan zijn eigen achternaam en voerde sindsdien als eerste de naam Lunsingh Scheurleer. Na de HBS volgde hij enige tijd handelsonderwijs in Dresden. In 1921 nam hij de directeursfunctie van zijn vader over bij de bank Scheurleer & Zoonen. Lunsingh Scheurleer had grote belangstelling voor de oudheid en legde tijdens zijn leven een omvangrijke verzameling van archeologische voorwerpen aan. Oud-Griekse kunst, met name beschilderde vazen en terracotta beeldjes, had zijn speciale aandacht. In 1924 richtte hij het Archeologisch Museum Scheurleer op, met als basis zijn archeologische voorwerpen die hij begon te verzamelen in 1899 en onder meer aangekocht had in 1902 op een studiereis naar Egypte en Griekenland. Hoewel Lunsingh Scheurleer geen academische vorming in de klassieke archeologie had gehad, wist hij zich door zelfstudie veel kennis eigen te maken. In 1925 kreeg hij het eredoctoraat toegekend van de technische hogeschool in Dantzig. In 1926 verleende ook de Universiteit van Amsterdam hem een eredoctoraat; zijn promotor was Jan Six. Na de dood van zijn vader in 1927 beheerde hij het Muziekhistorisch Museum Scheurleer. Lunsingh Scheurleer was van 1920 tot 1932 voorzitter van de Koninklijke Academie van Beeldende Kunsten. Vanuit deze functie was hij in 1920 initiatiefnemer van het Museum van reproducties van beeldhouwkunst en directeur van het Haagse Museum van Kunstnijverheid.
Als gevolg van de economische crisis ging Scheurleer & Zoonen in 1932 failliet en zag Lunsingh Scheurleer zich genoodzaakt zijn musea op te heffen. De archeologische verzameling werd geveild en kwam grotendeels in Amsterdam terecht, waar ze de kern zou uitmaken van de collectie van het Allard Pierson Museum, dat in 1934 werd opgericht. Het museum beheert ook Lunsingh Scheurleers collectiearchief en correspondentie. Lunsingh Scheurleer richtte zich sindsdien op Griekse archeologie in Leiden. In 1933 werd hij docent aan de Universiteit Leiden. In 1936 werd hij benoemd tot bijzonder hoogleraar Griekse archeologie. De Leidse universiteitsbibliotheek is in het bezit van de Collectie Scheurleer, een door hem aangelegde verzameling van 1149 boeken op het gebied van Griekse kunst en archeologie.
In 1941 overleed Lunsingh Scheurleer in Leiden op 59-jarige leeftijd. De interesse voor kunst werd voortgezet door zijn zonen Theodoor Herman Lunsingh Scheurleer en Daan Lunsingh Scheurleer.

### Over Lunsingh Scheurleer
- G. van Hoorn & H.E. van Gelder, 'In memoriam Professor Dr. C.W. Lunsingh Scheurleer', in: Bulletin van de Vereeniging tot Bevordering der Kennis van de Antieke Beschaving te 's-Gravenhage, 16 (1941), nr. 1.
- D. Cohen, Mercatores sapientes. Ter nagedachtenis van J.L. Pierson, W.A. van Leer en Prof. Dr. C.W. Lunsingh Scheurleer, rede uitgesproken bij de heropening van het Allard Pierson Museum en de opening van de tentoonstelling van de collectie van Leer op zaterdag 10 november 1945.
- H.A.G. Brijder & G. Jurriaans-Helle (red.), Een gids voor de collecties van het Allard Pierson Museum, Amsterdam 2002, pp. 10–12.